# Danny Fox
Daniel "Danny" Fox, född 29 maj 1986 i Winsford i Cheshire, är en engelsk-skotsk fotbollsspelare som spelar för Wigan Athletic.

## Klubbkarriär

### Everton
Som 13-åring gick Fox till Everton från Liverpool. Den 19 maj 2004 skrev han på sitt första A-lagskontrakt med klubben. Fox spelade för Evertons reservlag och det närmsta han kom till spel i A-laget var en match på bänken den 30 oktober 2004 mot Aston Villa.
I maj 2005 släpptes Fox av Everton.

### Stranraer
Den 1 februari 2005 lånades Fox ut till skotska Stranraer på ett låneavtal över resten av säsongen 2004/2005. Den 1 mars 2005 gjorde han ett mål i en 2–1-vinst över Berwick Rangers. Totalt spelade han 11 matcher för klubben.

### Walsall
Den 3 juni 2005 värvades Fox av Walsall tillsammans med tidigare Everton-lagkamraten Anthony Gerrard. Fox debuterade i League One den 6 augusti 2005 i en 2–1-vinst över Rotherham United. Han spelade totalt 41 matcher under säsongen 2005/2006, varav 33 var ligamatcher. Säsongen 2006/2007 spelade Fox 49 matcher och gjorde tre mål, varav 44 var ligamatcher. Han spelade 28 matcher för Walsall säsongen 2007/2008, varav 22 var ligamatcher samt gjorde tre mål.

### Coventry City
Den 28 januari 2008 värvades Fox av Coventry City, där han skrev på ett 3,5-årskontrakt. Dagen efter debuterade Fox för klubben i Championship i en 1–0-förlust mot Hull City. Han spelade totalt 18 matcher och gjorde ett mål för Coventry City säsongen 2007/2008.
Säsongen 2008/2009 blev Fox uttagen i "Årets lag i Championship". Han spelade sammanlagt 45 matcher och gjorde fem mål under säsongen, varav 39 var ligamatcher.

### Celtic
Den 24 juli 2009 värvades Fox av skotska Celtic, där han skrev på ett 4,5-årskontrakt. Den 29 juli 2009 debuterade Fox i en Champions League-kvalmatch mot Dynamo Moskva. Han gjorde sin Scottish Premier League-debut den 15 augusti 2009 i en 3–1-vinst över Aberdeen.

### Burnley
Den 29 januari 2010 värvades Fox av Burnley, där han skrev på ett 3,5-årskontrakt. Den 6 februari 2010 debuterade Fox i Premier League i en 2–1-vinst över West Ham United, där han även gjorde ett av målen. Fox spelade 14 matcher för klubben under säsongen. Burnley blev dock nedflyttade till Championship. Säsongen 2010/2011 spelade Fox 40 matcher, varav 35 var ligamatcher. Säsongen 2011/2012 spelade han endast en match i Championship samt en match i Ligacupen.

### Southampton
Den 11 augusti 2011 värvades Fox av Southampton, där han skrev på ett fyraårskontrakt. Den 16 augusti 2011 debuterade Fox i en 5–2-vinst över Ipswich Town, där han blev inbytt i den 77:e minuten mot David Connolly. Fox spelade 43 matcher för Southampton säsongen 2011/2012, varav 41 var ligamatcher. Säsongen 2012/2013 spelade han 20 matcher för klubben. Säsongen 2013/2014 spelade Fox tre ligamatcher och tre matcher i Ligacupen.

### Nottingham Forest
Den 30 januari 2014 lånades Fox ut till Nottingham Forest på ett låneavtal över resten av säsongen 2013/2014. Den 2 februari 2014 debuterade Fox i en 3–1-vinst över Yeovil Town. Han spelade totalt 14 ligamatcher och en match i FA-cupen.
Den 9 maj 2014 värvades Fox på en permanent övergång och han skrev på ett treårskontrakt med klubben. Säsongen 2014/2015 spelade Fox 30 matcher, varav 27 var ligamatcher. Säsongen 2015/2016 spelade han 10 ligamatcher och en match i Ligacupen. I juli 2016 förlängde Fox sitt kontrakt fram till juni 2018. Säsongen 2016/2017 spelade Fox 23 ligamatcher. Säsongen 2017/2018 spelade han 23 ligamatcher, en match i FA-cupen samt tre matcher i Ligacupen. Säsongen 2018/2019 spelade Fox 18 ligamatcher, en match i FA-cupen samt två matcher i Ligacupen.

### Wigan Athletic
Den 29 januari 2019 värvades Fox av Wigan Athletic.

## Landslagskarriär
Den 25 mars 2008 debuterade Fox för Englands U21-landslag i en 0–0-match mot Polen. I maj 2008 blev han återigen uttagen i U21-landslaget, men spelade inte på grund av en skada. I februari 2009 blev Fox uttagen i U21-landslaget för tredje gången, men likaså denna gången blev han tvungen att lämna återbud på grund av en skada.
Den 14 november 2009 debuterade Fox för Skottlands landslag i en 3–0-vinst över Wales.

## Karriärstatistik
| Klubb                   | Säsong             | Liga                     | Liga    | Liga | FA-cupen | FA-cupen | Ligacupen | Ligacupen | Övrigt  | Övrigt | Totalt  | Totalt |
| Klubb                   | Säsong             | Division                 | Matcher | Mål  | Matcher  | Mål      | Matcher   | Mål       | Matcher | Mål    | Matcher | Mål    |
| ----------------------- | ------------------ | ------------------------ | ------- | ---- | -------- | -------- | --------- | --------- | ------- | ------ | ------- | ------ |
| Everton                 | 2004/2005          | Premier League           | 0       | 0    | 0        | 0        | 0         | 0         | —       | —      | 0       | 0      |
| Stranraer (lån)         | 2004/2005          | Scottish Second Division | 11      | 1    | —        | —        | —         | —         | 0       | 0      | 11      | 1      |
| Walsall                 | 2005/2006          | League One               | 33      | 0    | 5        | 0        | 1         | 0         | 2       | 0      | 41      | 0      |
| Walsall                 | 2006/2007          | League Two               | 44      | 3    | 2        | 0        | 2         | 0         | 1       | 0      | 49      | 3      |
| Walsall                 | 2007/2008          | League One               | 22      | 3    | 4        | 0        | 1         | 0         | 1       | 0      | 28      | 3      |
| Walsall                 | Totalt             | Totalt                   | 99      | 6    | 11       | 0        | 4         | 0         | 4       | 0      | 118     | 6      |
| Coventry City           | 2007/2008          | Championship             | 18      | 1    | 0        | 0        | 0         | 0         | —       | —      | 18      | 1      |
| Coventry City           | 2008/2009          | Championship             | 39      | 5    | 4        | 0        | 2         | 0         | —       | —      | 45      | 5      |
| Coventry City           | Totalt             | Totalt                   | 57      | 6    | 4        | 0        | 2         | 0         | —       | —      | 63      | 6      |
| Celtic                  | 2009/2010          | Scottish Premier League  | 15      | 0    | —        | —        | —         | —         | 8       | 0      | 23      | 0      |
| Burnley                 | 2009/2010          | Premier League           | 14      | 1    | 0        | 0        | 0         | 0         | —       | —      | 14      | 1      |
| Burnley                 | 2010/2011          | Championship             | 35      | 0    | 3        | 0        | 2         | 0         | —       | —      | 40      | 0      |
| Burnley                 | 2011/2012          | Championship             | 1       | 0    | 0        | 0        | 1         | 0         | —       | —      | 2       | 0      |
| Burnley                 | Totalt             | Totalt                   | 50      | 1    | 3        | 0        | 3         | 0         | —       | —      | 56      | 1      |
| Southampton             | 2011/2012          | Championship             | 41      | 0    | 2        | 0        | 0         | 0         | —       | —      | 43      | 0      |
| Southampton             | 2012/2013          | Premier League           | 20      | 1    | 0        | 0        | 0         | 0         | —       | —      | 20      | 1      |
| Southampton             | 2013/2014          | Premier League           | 3       | 0    | 0        | 0        | 3         | 0         | —       | —      | 6       | 0      |
| Southampton             | Totalt             | Totalt                   | 64      | 1    | 2        | 0        | 3         | 0         | —       | —      | 69      | 1      |
| Nottingham Forest (lån) | 2013/2014          | Championship             | 14      | 0    | 1        | 0        | 0         | 0         | —       | —      | 15      | 0      |
| Nottingham Forest       | 2014/2015          | Championship             | 27      | 0    | 1        | 0        | 2         | 0         | —       | —      | 30      | 0      |
| Nottingham Forest       | 2015/2016          | Championship             | 10      | 0    | 0        | 0        | 1         | 0         | —       | —      | 11      | 0      |
| Nottingham Forest       | 2016/2017          | Championship             | 23      | 0    | 0        | 0        | 0         | 0         | —       | —      | 23      | 0      |
| Nottingham Forest       | 2017/2018          | Championship             | 23      | 0    | 1        | 0        | 3         | 0         | —       | —      | 27      | 0      |
| Nottingham Forest       | 2018/2019          | Championship             | 18      | 0    | 1        | 0        | 2         | 0         | —       | —      | 21      | 0      |
| Nottingham Forest       | Totalt             | Totalt                   | 101     | 0    | 3        | 0        | 8         | 0         | —       | —      | 112     | 0      |
| Wigan Athletic          | 2018/2019          | Championship             | 10      | 0    | 0        | 0        | 0         | 0         | —       | —      | 10      | 0      |
| Totalt i karriären      | Totalt i karriären | Totalt i karriären       | 421     | 15   | 24       | 0        | 20        | 0         | 12      | 0      | 477     | 15     |

1. 1 2 3  Matcher i Football League Trophy
2. ↑  Tre matcher i Champions League, fyra matcher i Europa League, en match i Scottish League Cup